# Aleksandra Jakowlewa
Aleksandra Jewgieniewna Iwanes, ros. Александра Евгеньевна Иванес (ur. 2 lipca 1957 w Królewcu, zm. 1 kwietnia 2022 w Petersburgu) – radziecka i rosyjska aktorka. Jedna z popularnych aktorek lat 80..

## Filmografia
- 1987: Człowiek z bulwaru Kapucynów jako panna Diana Little
- 1982: Czarodziej jako Aliona Igoriewna Sanina
- 1981: Rosyjska melodia jako Taisia Riabowa
- 1979: Samolot w płomieniach jako stewardesa Tamara

i inne